# Opština Trgovište

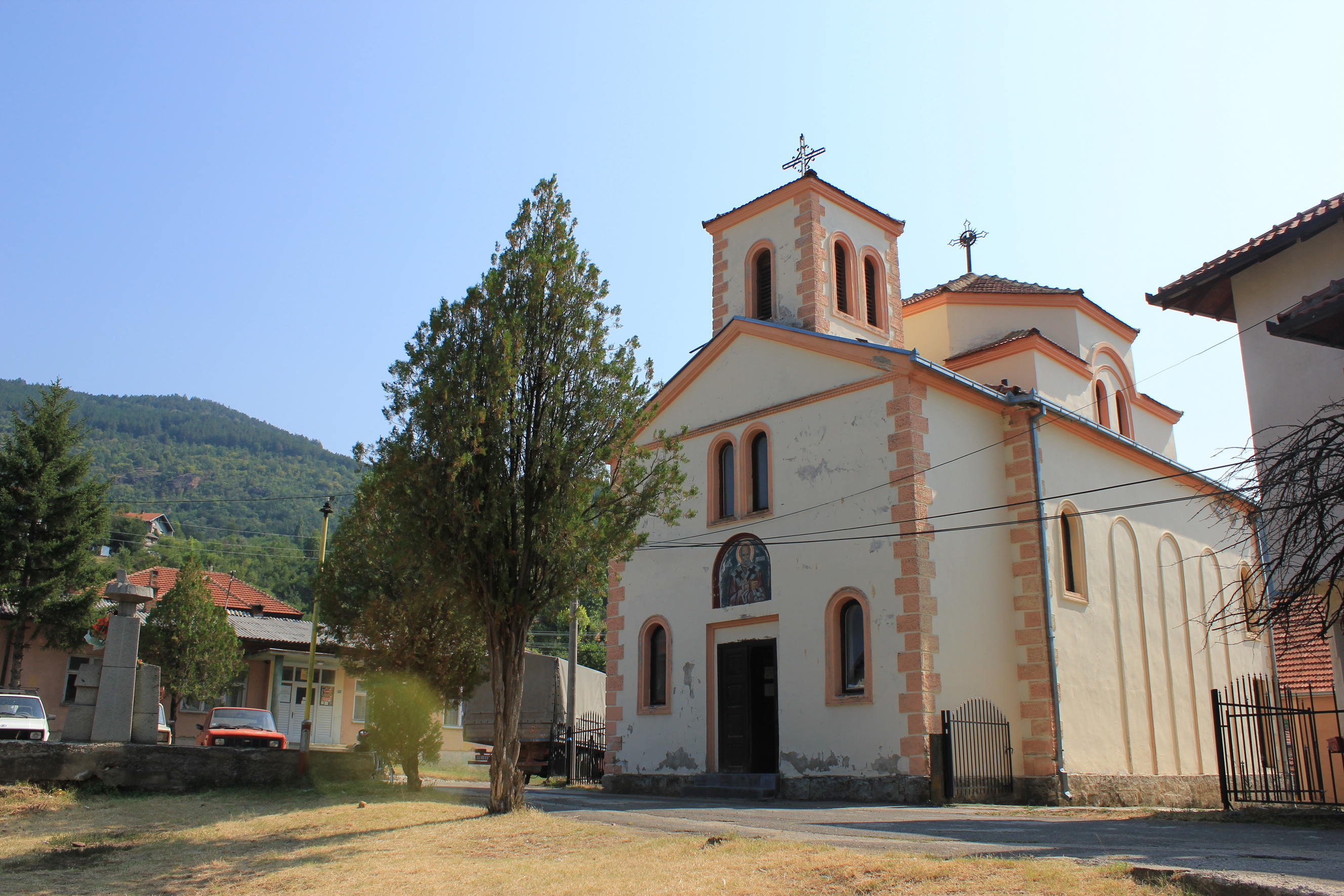
Kirche des Hlg. Nikola in Trgovište

Die Opština Trgovište (serbisch Трговиште) ist eine Opština im Südosten Serbiens, nahe der Grenze zu Nordmazedonien. Sie erstreckt sich auf 370 km² Fläche. In 35 Ortschaften, einschließlich Trgovište, leben 7.146 Menschen, davon sind die meisten Serben.
Der Hauptort Trgovište befindet sich im Tal der Pčinja westlich des Dukat-Gebirges.